# 維隆縣

51°13′21″N 18°34′26″E / 51.22250°N 18.57389°E
維隆縣（波蘭語：Powiat wieluński），是波蘭的縣份，位於該國中部，由羅茲省負責管轄，首府設於維隆，面積928平方公里，2006年該縣人口78,260，人口密度每平方公里84人。